# Pianeta X (fumetto)
Pianeta X (Planet X) è il penultimo arco narrativo della gestione Morrison di X-Men (seconda serie) ribattezzata New X-Men. Pubblicato in cinque numeri dalla Marvel Comics fra l'ottobre 2003 e il febbraio 2004, è stato ideato come il culmine di tutti gli eventi occorsi nei numeri precedenti.

## Trama
Allo scoppio della stazione spaziale dove Ciclope, Wolverine e Fantomex si erano recati per sconfiggere Arma XV il Professor X lancia un allarme a tutti i suoi X-Men per metterli al corrente dell'accaduto. Mentre Jean Grey localizza e si lancia al soccorso di un redivivo Wolverine su un asteroide in orbita intorno alla Terra ed Emma Frost e Bestia vengono inviati a recuperare Ciclope disperso nell'Oceano Pacifico, all'istituto Dust attacca Xavier fino a quando Xorn la intrappola in un barattolo. Ricongiuntasi a Wolverine, Jean assiste impotente all'esplosione del jet che avrebbe dovuto riportarli sulla Terra e contemporaneamente quello su cui Emma e Bestia viaggiavano viene abbattuto. Rivelate le sue macchinazioni dietro gli ultimi e disastrosi avvenimenti, Xorn rende nuovamente invalido Xavier spegnendo le nanosentinelle presenti nella sua colonna vertebrale e, tolta la maschera, mostra di essere Magneto. Reso l'istituto un luogo dove insegnare alla nuova generazione mutante l'odio per gli esseri umani e ricorso alla droga Kick per aumentare i suoi poteri, una volta giunto a Manhattan Magneto fa una dimostrazione pubblica di forza distruggendone i ponti e isolandola. Intanto, intrappolati in quello che si è rivelato essere uno degli Asteroide M in rotta di collisione verso il Sole, Jean e Wolverine discutono della forza Fenice e del suo compito di purificare con la distruzione nel fuoco tutto ciò che non funziona. Ormai allo stremo per la mancanza di ossigeno Jean sente avvicinarsi la morte e Wolverine, straziato dal dolore, decide di porre fine alla sua vita prima di prenderne in braccio il corpo e uscire nello spazio affrontando il calore della superficie solare. Ormai certo del suo consenso Magneto ordina a Becco di accendere i forni crematori per gli umani e quando questi si rifiuta lo estromette dalla sua Confraternita per sacrificarlo insieme agli altri. Riuscito a scampare alla morte, viene soccorso da E.V.A. e portato al quartier generale della resistenza guidata da Ciclope e Fantomex proprio mentre nel suo palazzo Magneto è preda di allucinazioni riguardanti Xorn e la sua prossima caduta. Nello spazio, tornata dalla morte Fenice utilizza i resti dell'Asteroide M per mettere insieme un mezzo di trasporto col quale tornare sulla Terra e soccorrere Emma e Bestia fra le macerie del jet schiantatosi nell'Oceano Pacifico, prima di dirigersi a Manhattan dove è in atto una battaglia.

Xorn o Magneto? Disegni di Frank Quitely.

Sconfitto da Ciclope, privato del suo elmetto anti-telepatia, costretto ad eliminare Esme la sua più fedele seguace a causa di un amore non corrisposto e sfigurato al punto da non essere più riconoscibile Magneto ha ormai perso il consenso della folla e si prepara ad invertire i poli magnetici quando l'arrivo degli X-Men pone fine a tutti i suoi piani. Riconosciuta la sconfitta, poco prima di venire decapitato da Wolverine, provoca a Jean un infarto trasmettendole un impulso elettromagnetico che le procura la morte fra le braccia dell'amato Ciclope.
150 anni nel futuro, sul lato blu della luna, due astronauti rinvengono il bozzolo della Fenice.

## Controversie
Benché la dirigenza Marvel abbia, dopo la fine della sua gestione, utilizzato l'espediente del retconning per invertire molte delle decisioni prese da Morrison mentre si trovava alla guida della testata l'autore ha sempre sostenuto che Xorn non è mai esistito ma era un travestimento dietro il quale si è sempre celato Magneto che è impazzito a causa della droga ed è morto.Di contro, la linea ufficiale della casa editrice sviluppata dallo scrittore Chuck Austen fu che Xorn era un mutante cinese con cui Magneto condivideva l'aspetto fisico e i poteri; tesi rafforzata dall'apparizione di un altro Xorn gemello del primo e da numerose spiegazioni circa la possibilità che il primo Xorn possa aver agito dietro influenza del batterio senziente Sublime, assunto tramite la droga Kick.